# Bülüldüz
Bülüldüz est un village d'Azerbaïdjan, situé dans le raïon de Latchine.

## Histoire
De 1923 à 1930, Bülüldüz fait partie du Kurdistan rouge, au sein de la République socialiste soviétique d'Azerbaïdjan. 
En 1992, le village passe sous le contrôle des forces armées arméniennes lors de la guerre du Haut-Karabagh. Il est ensuite intégré dans la république autoproclamée d'Artsakh, au sein de la région de Kashatagh et prend le nom de Bazmatus (Բազմատուս).
Le 1er décembre 2020, le village repasse sous la souveraineté de l'Azerbaïdjan, comme l'ensemble du raion de Latchine, conformément à l'accord de cessez-le-feu du Haut-Karabakh,.

## Population
En 2015, la population s'élevait à 37 habitants.

## Économie
La principale occupation de la population était l'élevage.